# Santa Maria della Vittoria
Santa Maria della Vittoria är en kyrkobyggnad och titelkyrka på Quirinalen i Rom, helgad åt Jungfru Maria. Kyrkan är belägen vid Via Venti Settembre i Rione Sallustiano och tillhör församlingen San Camillo de Lellis.
Kyrkan förestås av oskodda karmeliter.
Santa Maria della Vittoria är sedan år 1801 titelkyrka. Nuvarande titelinnehavare är kardinal Seán Patrick O'Malley.

## Historia
Kyrkan ritades av Carlo Maderno och uppfördes mellan 1608 och 1620. Fasaden är ett verk av Giovanni Battista Soria. Interiören hyser bland annat Den heliga Teresas extas av Bernini.

## Interiören
Interiören har åtta sidokapell, fyra på var sida.

### Höger sida
Cappella di Santa Teresa del Bambin Gesù (Cappella Giustiniani)
Första sidokapellet på höger hand är invigt åt den heliga Thérèse av Jesusbarnet; kapellet var tidigare invigt åt den heliga Maria Magdalena. År 1623 överläts kapellet åt Silvano Giustiniani, som lät dekorera det. Altaruppsatsen har kolonner i röd breccia med detaljer i brons. Altarmålningen utgörs av Giorgio Szoldatics Den heliga Thérèse av Jesusbarnet. Kapelltakets förgyllda stuckreliefer framställer scener ur den heliga Maria Magdalenas liv: Den botfärdiga Maria Magdalena, Maria Magdalena mottas i himmelen och Noli me tangere. I kapellet är Silvano Giustiniani och Henri I de Montmorency begravda.
Cappella di San Francesco d'Assisi (Cappella Merenda)
Det andra kapellet är invigt åt den helige Franciskus av Assisi och förlänades åt konsistorialadvokaten Ippolito Merenda år 1627. Kapellets arkitektur och dekoration är ett verk av Mario Arconio. Domenichino har utfört altarmålningen Jungfru Maria och Barnet med den helige Franciskus, medan sidomålningarna Franciskus i hänryckning och Franciskus stigmatisering är utförda av Domenichinos elev Antonino Alberti. Kapelltakets förgyllda stuckreliefer framställer scener ur den helige Franciskus liv: Franciskus predikar för fåglarna, Franciskus förhärligande och Franciskus frestas av djävulen.
Cappella di Nostra Signora del Monte Carmelo (Cappella Vidoni)
Det tredje sidokapellet till höger är invigt åt Vår Fru av berget Karmel; ursprungligen var det invigt åt Jungfru Marie himmelsfärd. Kardinal Girolamo Vidoni erhöll år 1626 patronatsrätten över kapellet. Över altaret står skulpturgruppen Jungfru Maria överlämnar skapularet åt den helige Simon Stock, utförd av Alfonso Balzico år 1895. Denna skulptur ersatte lågreliefen Jungfru Marie himmelsfärd med de heliga Hieronymus och Johannes av Pompeo Ferrucci. Denne skulptör har även utfört de tvenne gravmonumenten i kapellet: det över kardinal Girolamo Vidoni och det över markis Giovanni Vidoni. I kapellet finns även flera förgyllda stuckreliefer: Hieronymus botgöring, Jungfru Marie kröning och Johannes Evangelisten samt Maria Magdalena och Carlo Borromeo
Cappella di San Giuseppe (Cappella Capocaccia)
Det fjärde kapellet är inrymt i höger tvärskepp och invigt åt den helige Josef. Patronatsrätten gavs ursprungligen åt Luca Capocaccia. Kapellet och dess altaruppsats är ritade av Giovanni Battista Contini, medan dess skulpturgrupp Den helige Josefs dröm är ett verk av Domenico Guidi (1695–1699). Sidoväggarna har högrelieferna Flykten till Egypten och Herdarnas tillbedjan, utförda av Pierre-Étienne Monnot. I kapellets tak har Bonaventura Lamberti freskmålat Den helige Josef förs upp till himmelen av änglar. I kapellet finns även fyra stuckreliefer: Den helige Josef och Jesus i snickarverkstaden, Den helige Josef med Jesus, Den helige Josef utväljs till Jungfru Marie make samt Den helige Josefs död.

### Vänster sida
Cappella di Sant'Andrea (Cappella Maraldi)
Det första sidokapellet på vänster hand är invigt åt aposteln Andreas. Kapellets dekoration beställdes av Marco Aurelio Maraldi och utfördes 1635–1636. Altarmålningen är en kopia av Guido Renis Den helige Andreas inför martyriet, utförd av Pietro Camuccini år 1801. I taket finns förgyllda stuckreliefer, vilka framställer Aposteln Andreas binds fast vid sitt kors, Aposteln Andreas korsfästelse och Apostlarna Andreas och Petrus kallelse. I kapellet har Luca Angelo Maraldi (död 1636), Blanchia Verzaglia (död 1862) och Marco Aurelio Maraldi (död 1635) fått sina gravmonument. Cavalier d'Arpino har målat Luca Angelo Maraldis och Marco Aurelio Maraldis porträtt.
Cappella di San Giovanni della Croce (Cappella Bevilacqua)
Detta kapell, invigt åt den helige Johannes av Korset, har målningar av Nicolas de Bar, i Rom känd som Niccolò Lorense: Kristus uppenbarar sig för Johannes av Korset, Jungfru Maria räddar Johannes av Korset från att falla ner i en brunn samt Johannes av Korsets död. Beställare av Nicolas de Bars verk var monsignor Luigi Bevilacqua. Altaruppsatsens två kolonner är av röd och vit siciliansk jaspis. På pedimentet sitter två änglar i marmor, vilka tillber Kristi kors; änglarna är utförda av Giuseppe Mazzuoli år 1695.
Cappella della Santissima Trinità (Cappella Gessi)
Det tredje kapellet till vänster är invigt åt den Heliga Treenigheten och överläts år 1629 åt kardinal Berlinghiero Gessi. Denne uppdrog åt Alessandro Algardi och Giovanni Francesco Grimaldi att dekorera kapellet och åt Guercino att utföra altarmålningen Den heliga Treenigheten. Kardinalens porträtt är målat av Guido Reni. Ovanför ingången till kapellet sitter Algardis två allegoriska figurer Klokheten och Rättvisan. I kapellets tak har Grimaldi freskmålat Herdarnas tillbedjan, Kristi förklaring och Kristi dop. Den ovala Kristi förklaring bärs upp av fyra putti, utförda av Algardi.
Cappella di Santa Teresa (Cappella Cornaro)
Det fjärde sidokapellet, inhyst i vänster tvärskepp, är invigt åt den heliga Teresa av Ávila, som reformerade karmelitorden under 1500-talet. Kapellet överläts åt kardinal Federico Cornaro år 1647; denne uppdrog åt Giovanni Lorenzo Bernini att skulptera Den heliga Teresas extas. Skulpturen samt altaruppsatsen med dess kolonner i svart och vit breccia utfördes mellan 1647 och 1652. Skulpturen, som är en av Berninis mest kända, återger en scen från den heliga Teresas skrifter där en ängel genomborrar hennes hjärta med den gudomliga kärlekens pil för att sedan dra ut den igen. Med skulpturen ville Bernini, som även verkade som teaterdekoratör, genom en kombination av olika konstarter – skulptur, måleri och arkitektur – skapa en rumsillusion som på många vis är karaktäristisk för barocken och även utgör ett återkommande tema i hans konst.
På kapellets sidoväggar finns illusionistiskt designade teaterloger med åtta byster av medlemmar av familjen Cornaro. Fem skulptörer assisterade Bernini vid förfärdigandet av bysterna: Giacomo Antonio Fancelli, Baldassare Mari, Giovanni Antonio Mari, Lazzaro Morelli och Antonio Raggi. Antependiet som framställer Jesu sista måltid är gjutet av Giovanni Pietro del Duca och Francuccio Francucci. De bedjande skeletten i golvbeläggningen, utförda i intarsiateknik, är ett verk av Gabriele Renzi.

## Bilder
| - Cappella Cornaro med Den heliga Teresas extas. - Den heliga Treenigheten av Guercino i Cappella Gessi. - Cappella Gessi med Guido Renis porträtt av kardinal Berlinghiero Gessi. - Första sidokapellet på höger hand. - Tredje sidokapellet på höger hand. - Den helige Josefs dröm av Domenico Guidi. - Andra sidokapellet på vänster hand. - Byster föreställande medlemmar av familjen Cornaro i Cappella Cornaro, det fjärde sidokapellet på vänster hand. - Bedjande skelett i golvbeläggningen i Cappella Cornaro. - Bedjande skelett i golvbeläggningen i Cappella Cornaro. |